# Thiant
 Thiant  es una población y comuna francesa, en la región de Norte-Paso de Calais, departamento de Norte, en el distrito de Valenciennes y cantón de Valenciennes-Sud.
Está integrada en la Communauté d'agglomération de la Porte du Hainaut.

## Demografía
| abs. | 747 | 775 | 873 | 998 | 953 | 1 038 | 1 062 | 1 066 | 1 208 | 1 276 | 1 356 | 1 433 | 1 618 | 1 612 | 1 735 | 1 789 | 1 928 | 2 119 | 2 318 | 1 955 | 2 180 | 2 347 | 2 437 | 2 387 | 2 455 | 2 859 | 2 925 | 2 699 | 2 635 | 2 593 | 2 568 | 2 534 |
| Para los censos de 1962 a 1999 la población legal corresponde a la población sin duplicidades (Fuente: INSEE [Consultar]) |     |     |     |     |     |       |       |       |       |       |       |       |       |       |       |       |       |       |       |       |       |       |       |       |       |       |       |       |       |       |       |       |

Forma parte de la aglomeración urbana de Valenciennes.